# Caloptilia ostracodes
Caloptilia ostracodes là một loài bướm đêm thuộc họ Gracillariidae. Loài này có ở Tasmania.
Ấu trùng ăn Nothofagus cunninghami. Chúng có thể ăn lá nơi chúng làm tổ.